# Tabrett Bethell
Pour les articles homonymes, voir Bethell.
Tabrett Bethell est une actrice de cinéma, séries TV et théâtre, elle est surtout connue pour le rôle de Cara dans la série TV Legend of the Seeker : L'Épée de vérité. Elle est top model dès l'âge de 16 ans, elle a aussi été majorette dans la National Rugby League (NRL) pour l'équipe australienne Cronulla-Sutherland Sharks.

## Carrière d'actrice
Après des années de mannequinat précoce, elle décide de commencer une carrière d'actrice, elle termina son "entrainement intensif de 12 mois" en décembre 2007. en même temps elle continue le mannequinat; en février 2007, elle pose pour une couverture du magazine The Daily Telegraph. Elle joue son premier rôle principal en tant que Amy dans le film Anyone You Want réalisé et écrit par Campbell Graham, peu de temps après, elle interprète le rôle de Chris dans Strangers Lovers Killers.
De 2009 jusqu'à 2010, Bethell tourne dans Legend of the Seeker : L'Épée de vérité, une série TV basée sur les deux premiers romans du cycle de littérature de Terry Goodkind intitulé L'Épée de vérité. Elle incarne une Mord-Sith nommée Cara Mason qui apparait pour la première fois dans le dernier épisode de la saison 1 avant de devenir un personnage principal dès le début de la saison 2. Après Legend of the Seeker, Tabrett incarne Beth dans le thriller australien de James Rabbitts The Clinic. En aout 2010 Bethell gagna le trophée de la meilleure actrice au festival de film de Manhattan pour son rôle dans Anyone You Want.

## Information personnelle
Tabrett est originellement le nom d'une rue à Sydney, Tabrett Street, un nom qui est le résultat de désaccords entre les deux parents lors de l'accouchement à l'hôpital (sa mère voulait l'appeler "Siobhan," et son père "Murray"). Son père est allé faire un tour en voiture, a aperçu le nom de la rue, et retourne par la suite à l'hôpital et lui suggérer à son épouse, qui a dit, "Oui, génial!".

## Filmographie
| Année   | Titre                                   | Role                        | Notes                                                            |
| ------- | --------------------------------------- | --------------------------- | ---------------------------------------------------------------- |
| 2007    | Mr. Right                               | Lead                        | —                                                                |
| 2008    | Mei Li Johnson                          | —                           | —                                                                |
| 2009    | Strangers Lovers Killers                | Chris                       | —                                                                |
| 2009    | Anyone You Want                         | Amy                         | Trophée de la meilleure actrice au festival du film de Manhattan |
| 2009–10 | Legend of the Seeker : L'Épée de vérité | Cara                        | 23 épisodes                                                      |
| 2010    | The Clinic                              | Beth                        | —                                                                |
| 2010    | Cops LAC                                | Eve Louizos                 | "Life Is a Rodio" épisode                                        |
| 2011    | Poe                                     | Sarah Elmira Royster        | TV movie; post-production                                        |
| 2011    | Sanctuary                               | Lia                         |                                                                  |
| 2013    | Dhoom 3: Back in Action                 |                             | Bollywood film                                                   |
| 2014    | Mistresses                              | Kate Davis, la sœur d'Harry | 02*06 : What Do You Really Want                                  |
| 2016    | Mistresses                              | Kate Davis, la sœur d'Harry | Rôle régulier (saison 4)                                         |

| Année | Titre                                 | Rôle      | Notes |
| ----- | ------------------------------------- | --------- | ----- |
| 2008  | Somewhere Between the Sky and the Sea | Stephanie |       |